# Селявино
Селявино — деревня в Дмитровском районе Московской области, в составе городского поселения Яхрома. Население — 3 чел. (2010). До 2006 года Селявино входило в состав Подъячевского сельского округа.

## Расположение
Деревня расположена в западе центральной части района, примерно в 9 км на запад от города Яхромы, у истоков реки Дятлинка (левый приток Яхромы, высота центра над уровнем моря 202 м. Ближайший населённый пункт — Ольгово в полукилометре на юго-восток.

## Население
| 2002 | 2006 | 2010 |
| ---- | ---- | ---- |
| 15   | ↘13  | ↘3   |